# Abbaye Saint-Joseph de Saint Benedict
Pour les articles homonymes, voir Abbaye Saint-Joseph.
L'abbaye Saint-Joseph est une abbaye bénédictine appartenant à la congrégation helvéto-américaine. Elle se trouve à Saint Benedict, Covington dans le sud de la Louisiane (États-Unis).

## Histoire

### Généralités
Un petit groupe de moines de l'abbaye Saint-Meinrad (Indiana) est venu s'établir en Louisiane en décembre 1889 pour fonder quelques mois plus tard une « école pour le service du Seigneur ».
L'abbaye continue d'avoir une influence certaine dans la vie des paroisses de la région de La Nouvelle-Orléans et de North Lake et de former des générations de séminaristes et d'étudiants en théologie non-séminaristes au Saint Joseph Seminary College.
La communauté est composée de 45 moines. Elle reçoit des retraitants et les oblats de l'abbaye.

### Quelques dates
On peut relever quelques dates clés dans l'histoire de l'abbaye
- 1903 : le prieuré est devenu une abbaye indépendante
- 1907 : un incendie frappe et détruit les bâtiments de l'abbaye
- 1932 : consécration de la nouvelle abbataiale

## École de prière
Les bénédictins récitent les vigiles à 6 heures du matin, suivies de la lectio divina à 6 heures et demie et des laudes à sept heures. La messe est célébrée à 11 heures et quart. Les vêpres sont récitées à 5 heures et demie de l'après-midi et les complies à 7 heures et demie du soir. Le dimanche, une messe basse est célébrée à sept heures et quart du matin et la messe de communauté à 11 heures.

## Référence
1. ↑  Dates clés dans l'histoire de l'abbaye.